# Нёргор, Мадс
Мадс Нёргор Ра́смуссен (дат. Mads Nørgaard Rasmussen; род. 30 октября 1993, Видовре, Копенгаген) — датский кёрлингист.
В составе мужской сборной Дании участник зимних Олимпийских игр 2022 (заняли десятое место), двух чемпионатов Европы (лучшее занятое место — четвёртое в 2019). Чемпион Дании среди смешанных команд, двукратный чемпион Дании среди юниоров.
Играет на позициях второго и третьего.

## Достижения
- Чемпионат Дании по кёрлингу среди мужчин: серебро (2014), бронза (2013, 2024).
- Чемпионат Дании по кёрлингу среди смешанных команд: золото (2018).
- Чемпионат Дании по кёрлингу среди юниоров: золото (2011, 2015)[4].

## Команды
| Сезон                                          | Четвёртый           | Третий                | Второй                     | Первый                  | Запасной                                                     | Турниры                                                         |
| ---------------------------------------------- | ------------------- | --------------------- | -------------------------- | ----------------------- | ------------------------------------------------------------ | --------------------------------------------------------------- |
| 2010—11                                        | Мадс Нёргор         | Даниэль Поульсен      | Michael Hørmark            | Nikolaj Maegaard        | Alexander Behrndtz тренер: Carsten Blom                      | ЧДЮ 2011 · ЧМЮ 2011 (10 место)                                  |
| 2011—12                                        | Миккель Краусе      | Оливер Дюпон          | Мадс Нёргор                | Dennis Hansen           |                                                              | ЧДМ 2012 (?? место)                                             |
| 2012—13                                        | Миккель Краусе      | Оливер Дюпон          | Мадс Нёргор                | Dennis Hansen           | Кеннет Йоргенсен                                             | ЧДМ 2013                                                        |
| 2013—14                                        | Миккель Краусе      | Оливер Дюпон          | Мадс Нёргор                | Dennis Hansen           |                                                              | ЧДМ 2014                                                        |
| 2014—15                                        | Тобиас Туне Якобсен | Мадс Нёргор Расмуссен | Оливер Розенкранс Сё       | Thor Woldbye Fehrenkamp | Tobias Engelhardt Rasmussen (ПЕЮ) тренер: Freddy Frederiksen | ЧДЮ 2015 · ПЕЮ 2015 (9 место)                                   |
| 2015—16                                        | Тобиас Туне         | Мадс Нёргор           | Оливер Сё                  | Asmus Blaedel           |                                                              |                                                                 |
| 2016—17                                        | Тобиас Туне         | Мадс Нёргор           | Оливер Сё                  | Asmus Blaedel           |                                                              |                                                                 |
| 2017—18                                        | Миккель Краусе      | Мадс Нёргор Расмуссен | Daniel Abrahamsen          | Ульрик Дамм             | Даниэль Поульсен тренер: Кеннет Хертсдаль                    | ЧЕ 2018 (гр. C)                                                 |
| 2018—19                                        | Даниэль Поульсен    | Каспер Викстен        | Tobias Engelhard Rasmussen | Daniel Munk Buchholt    | Мадс Нёргор тренер: Микаэль Квист                            | ЧЕ 2018 (11 место)                                              |
| 2019—20                                        | Миккель Краусе      | Мадс Нёргор           | Tobias Engelhardt          | Хенрик Хольтерман       | Каспер Викстен (ЧЕ) тренер: Герт Ларсен                      | ЧЕ 2019 (4 место) ЧДМ 2020 (5 место)                            |
| 2020—21                                        | Миккель Краусе      | Мадс Нёргор           | Хенрик Хольтерман          | Tobias Rasmussen        |                                                              |                                                                 |
| 2020—21                                        | Миккель Краусе      | Тобиас Туне           | Мадс Нёргор                | Каспер Викстен          | Оливер Сё тренер: Кеннет Хертсдаль                           | ЧМ 2021 (11 место)                                              |
| 2021—22                                        | Миккель Краусе      | Мадс Нёргор           | Хенрик Хольтерман          | Каспер Викстен          | Тобиас Туне тренеры: Кеннет Хертсдаль, Ясмин Ландер (ЧЕ)     | ЧЕ 2021 (6 место) · ЗОИ 2022 (квал. 2021) · ЗОИ 2022 (10 место) |
| 2022—23                                        | Миккель Краусе      | Мадс Нёргор           | Тобиас Туне                | Хенрик Хольтерман       | Оливер Сё тренер: Ульрик Шмидт                               | ЧЕ 2022 (10 место)                                              |
| 2023—24                                        | Миккель Краусе      | Мадс Нёргор           | Хенрик Хольтерман          | Оливер Сё               | Christian Karger тренер: Билл Чирхарт (ЧЕ)                   | ЧЕ 2023 (17 место) · ЧДМ 2024                                   |
| 2024—25                                        | Jonathan Vilandt    | Jacob Schmidt         | Alexander Qvist            | Мадс Нёргор             | Kasper Jurlander Bøge тренер: Ларс Виландт                   | ЧЕ 2024 (11 место)                                              |
| Кёрлинг среди смешанных команд (mixed curling) |                     |                       |                            |                         |                                                              |                                                                 |
| 2017—18                                        | Мадс Нёргор         | Камилла Йенсен        | Asmus Blaedel Jorgensen    | Лина Кнудсен            |                                                              | ЧДСК 2018                                                       |
| 2018—19                                        | Мадс Нёргор         | Камилла Йенсен        | Asmus Blaedel Jorgensen    | Лина Кнудсен            | тренер: Джоэл Островски                                      | ЧМСК 2018 (9 место)                                             |

(скипы выделены полужирным шрифтом)